# Raffaella Carrà

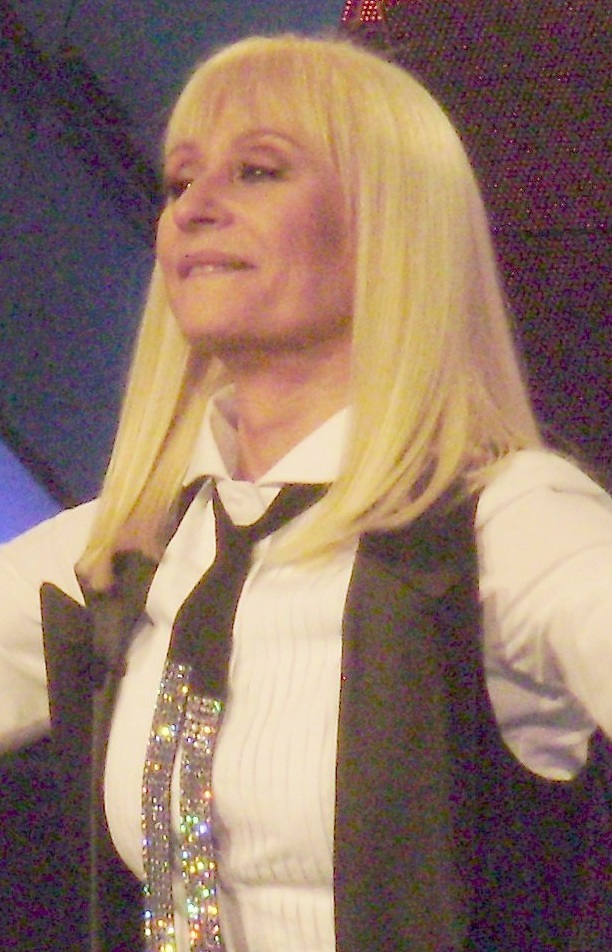
Cântăreața Raffaella Carrà în 2008

Raffaella Carrà (n. 18 iunie 1943, Bologna, Regatul Italiei – d. 5 iulie 2021, Roma, Italia), în Italia cunoscută simplu ca la Carrà, iar în unele țări din America Latină ca Raffaella, a fost o cântăreață, dansatoare, prezentatoare de televiziune, și actriță italiană. Ea era populară în Italia, Spania, Malta, Albania, Grecia, America Latină și Rusia, atât ca rezultat a multor și bine-cunoscutelor casete video și înregistrări audio de prezentare, cât și datorită showurilor sale televizate.

## Biografie
Raffaella Carrà, născută Raffaella Roberta Pelloni, în Bologna, a luat lecții de dans încă din copilărie. La vârsta de 8 ani, ea a părăsit Bologna pentru a studia la Academia Națională de Dans (Accademia Nazionale di Danza) în Roma. Cariera sa în film și-a început-o în anii 1950, jucând în rolul Graziellei în Tormento del passato (1952), unde ea apare creditată cu numele său real.
Raffaella Carrà a avut o relație de 23 de ani cu coreograful Sergio Japino.

## Filmografie selectivă
- 1952 Tormento del passato, regia Mario Bonnard
- 1960 Lunga noapte a lui 43 (La lunga notte del '43), regia Florestano Vancini
- 1963 Tovarășii (I compagni), regia Mario Monicelli
- 1965 Expresul colonelului von Ryan (Von Ryan's Express), regia Mark Robson
- 1966 Sfântul la pândă (Le Saint prend l'affût), regia Christian-Jaque
- 1966 Trandafiri roșii pentru Angelica (Rose rosse per Angelica), regia Steno

## Discografie

### Singles (selecție)
- 1975: 53 53 456
- 1977: A far l’amore comincia tu
- 1978: Tanti auguri
- 1978: Do It Do It Again
- 1980: Pedro (IT:
- 1982: Ballo Ballo
- 2011: Far l’amore (cu Bob Sinclar)
- 2024: Pedro (cu Jaxomy & Agatino Romero)

### Albume
- 1971: Raffaella
- 1971: Raffaella Carrà
- 1972: Raffaella Senzarespiro
- 1973: Scatola a sorpresa
- 1974: Felicità tà tà
- 1974: Milleluci
- 1976: Forte forte forte
- 1976: Raffaella Carra (în spaniolă)
- 1977: A far l’amore comincia tu (în Germania cunoscut ca  Liebelei)
- 1977: Fiesta
- 1978: Raffaella
- 1979: Applauso
- 1980: Mi spendo tutto
- 1980: Latino (publicat în SUA)
- 1981: Raffaella Carra (span. LP)
- 1982: Raffaella Carrà ’82
- 1983: Fatalità
- 1984: Bolero
- 1984: Dolce far niente (în spaniolă)
- 1984: Raffaella Carrá (span. LP)
- 1985: Fidati
- 1986: Curiosità (12″ Mini-LP)
- 1988: Raffaella
- 1990: Inviato speciale
- 1991: Raffaella Carrà
- 1993: hola raffaella (span. LP + CD)
- 1996: Fiesta – Grandes Exitos
- 1996: Carràmba che rumba!
- 2013: Replay – The Album
- 2018: Ogni volta che è Natale